# Dharlak
Dharlak, också känt som Darlag, är ett härad i den autonoma prefekturen Golog i Qinghai-provinsen i västra Kina. 